# Io sto con gli ippopotami
Io sto con gli ippopotami é um filme italiano do genêro aventura e comédia lançado em 1979.

## Sinopse
África, Tom (Bud Spencer) organiza safaris para os turistas. Após a chegada de seu primo Slim (Terence Hill), preguiçoso, mas inteligente, e ambientalista convicto, entram em conflito com Jack Ormond (Joe Bugner), um negociante de animais.

## Elenco
- Terence Hill ... Slim
- Bud Spencer ... Tom
- Joe Bugner ... Ormond
- May Dlamini ... Mama Leone
- Dawn Jürgens ... Stella